# Neuer Weg 9 (Quedlinburg)

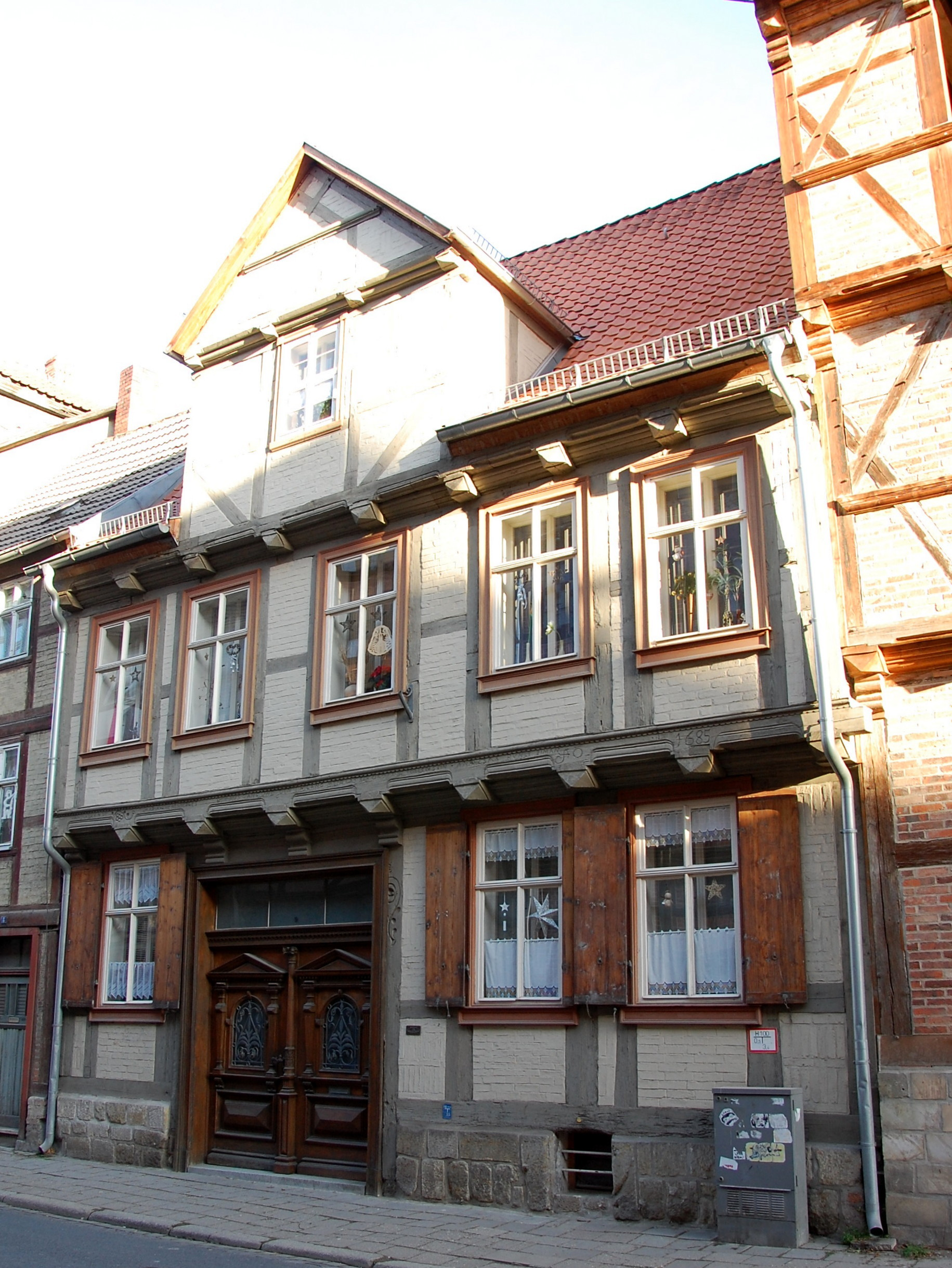
Haus Neuer Weg 9

Das Haus Neuer Weg 9 ist ein denkmalgeschütztes Gebäude in Quedlinburg in Sachsen-Anhalt.

## Lage
Das im Quedlinburger Denkmalverzeichnis als Ackerbürgerhof eingetragene Gebäude befindet sich südlich der historischen Quedlinburger Altstadt, auf der Ostseite des Neuen Wegs. Nördlich grenzt das gleichfalls denkmalgeschützte Haus Neuer Weg 8, südlich das Haus Neuer Weg 10 an.

## Architektur und Geschichte
Das zweigeschossige barocke Fachwerkhaus wurde laut einer am Gebäude befindlichen Inschrift im Jahr 1685 durch den Quedlinburger Zimmermeister Andreas Rühle (ANDREAS RUHLE ZIMAN) für Hans Brandt und Maria Henneberg errichtet. Als Verzierungen findet sich an der Fachwerkfassade neben Pyramidenbalkenköpfen ein Blättchenfries an der Stockschwelle. Reste von Ornamenten sind an der Toreinfahrt vorhanden. Auf das Satteldach ist ein Zwerchhaus gesetzt. Vermutlich befand sich hier ursprünglich eine Ladeluke.
Bemerkenswert ist die um 1890 geschaffene Haustür des Gebäudes.
Auf dem Hof des Anwesens befand sich ein großer im 19. Jahrhundert entstandener dreigeschossiger Gebäudeflügel.
Die Immobilie war im 20. Jahrhundert durch eine Metallmanufaktur genutzt worden und stand dann über Jahrzehnte leer. Das Vorderhaus war seit etwa Mitte der 1990er Jahre ebenfalls vom Leerstand betroffen. Im Jahr 2005 erfolgte eine Sanierung durch das Architekturbüro qbatur. Hierbei wurde das große Speichergebäude auf dem Hof abgerissen. Im Vorderhaus entstand eine Wohnfläche von 140 m². Ein Schwerpunkt der Sanierungsarbeiten lag auf der Erhaltung der Ausstattung des Hauses. So konnten die historischen Fenster erhalten und von innen mit Vorsatzfenstern ergänzt werden. Eine Besonderheit ist hierbei ein Kreuzstockfenster aus der Zeit um 1800.